# 도시의 기억, 베를린

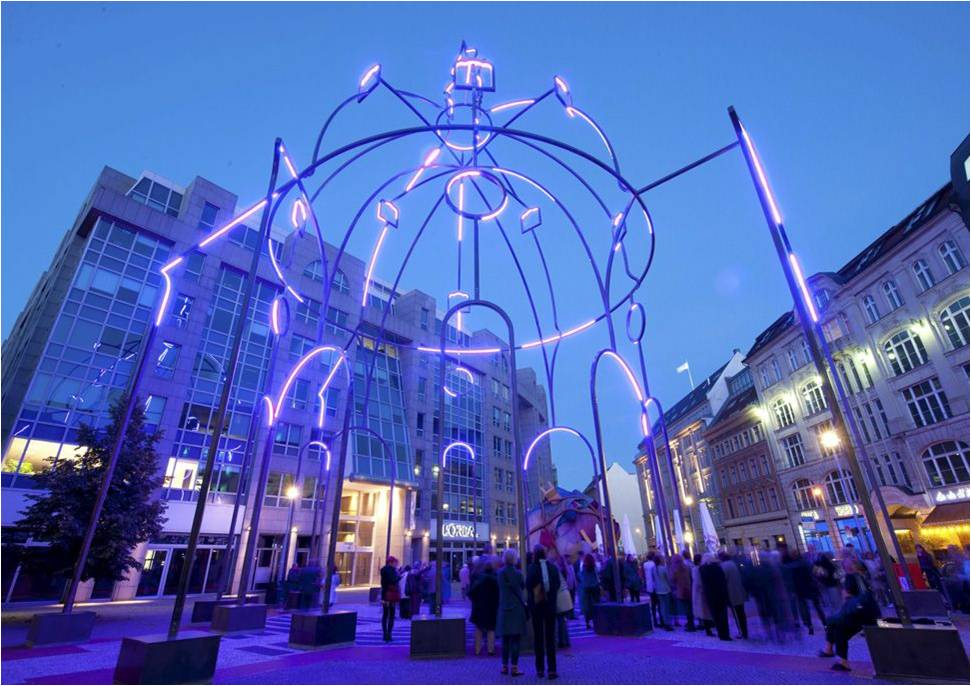
후안 가라이사발의 《도시의 기억 베를린 Memoria Urbana Berlin》

《도시의 기억 베를린》(Memoria Urbana Berlin)은 스페인 아티스트인 후안 가라이사발(Juan Garaizabal)에 의해 독일 베를린 미테지역의 베들레헴교회 광장의 중앙에 세워진 공공예술 조형작품이다. '보헤미아 베들레헴교회의 재현'으로도 알려져 있다. 이 작품은 2012년 6월에 전쟁 동안 파괴된 보헤미아 또는 베들레헴 교회(독일어: Böhmische Kirche, Bethlehemskirche)의 본래의 위치와 크기대로 (모자이크 표시 위에) 세워졌다. 이 조형물은 800미터(2600피트)의 사각형 조립 부품 (12x12 cm/4.7 in) 강관(鋼管)과, 300미터(984피트)의 LED조명 시스템으로 이루어져 있다.
이 작품은 손실된 베들레헴교회 건물의 형태를 선으로 공중에 그려, 스케치의 형태로 재창조했다. 높이는 25x 15x31 미터 (82x49x101피트), 무게는 44 미(美) 톤(40 미터 톤)을 기록한다.

## 설치와 유지
이 작품은 원래는 전시 기한이 정해진 설치예술로서 기획되었지만, 2013년 12월에 지역과 시당국은 영구적인 조형물 설치로 보호하기로 결정했다. 공공용지 위에 영구적으로 배당 받기 위한 행정적인 조치는 현재 진행 중이다.
영구적인 설치를 홍보했던 20개의 공공, 개인기관을 대표하는 Lux-Bethlehem 과 Cultural Trust가 이 조형물의 유지를 공적으로 보증했다.

## 상징적 의미

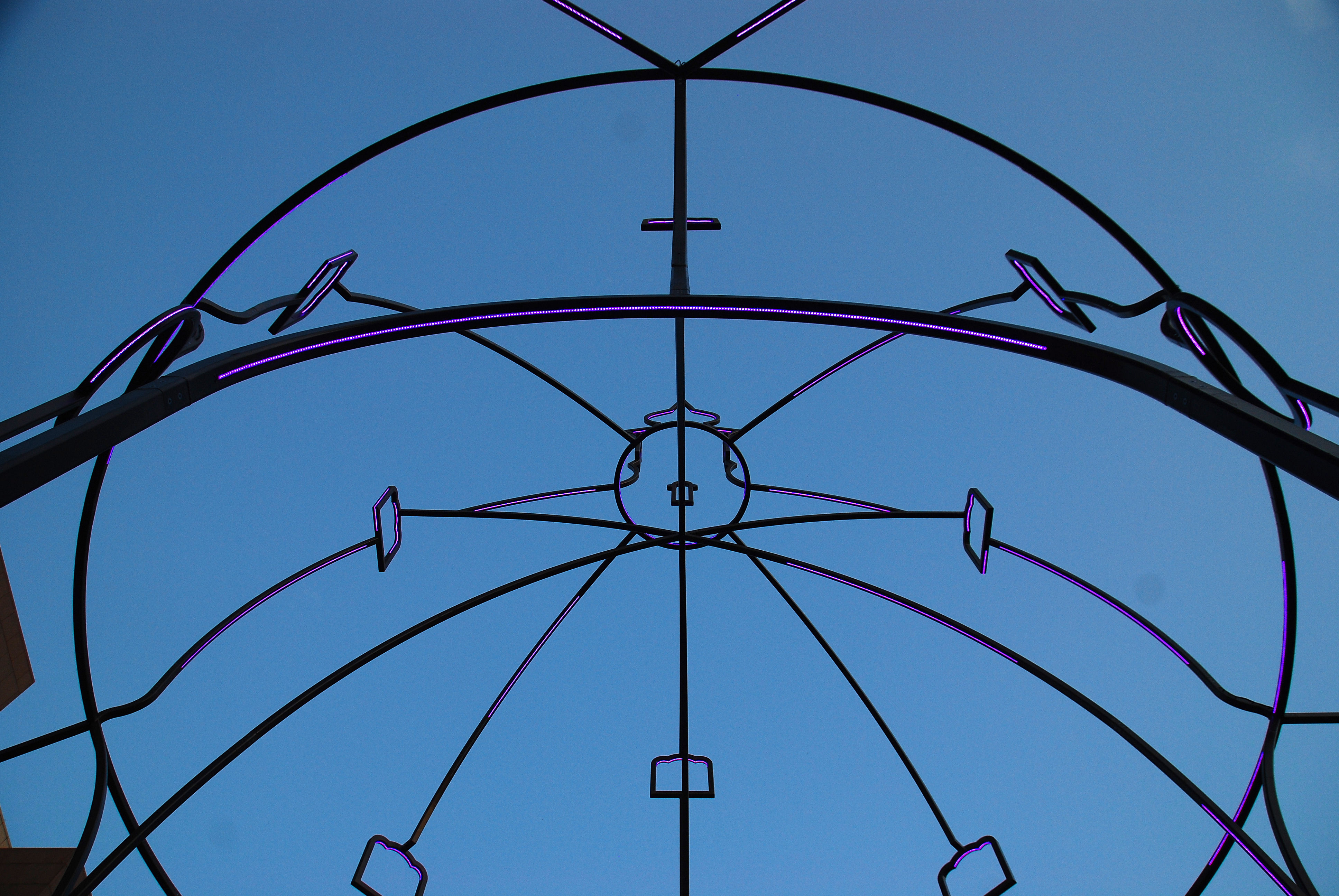
베를린 베들레헴 교회(Rekonstruktion Memoria Urbana 2012)의 조명이 켜진 둥근 지붕

이것은 유로피언리즘의 정신을 가진 양심의 자유와 이민자에게 바치는 의미로 제작된 기념물이다. 베들레헴 교회라고도 하는 원래의 보헤미아 교회는 1733년~1735년에 베를린의 프리드리히슈타트의 중심부(지금은 베를린 미테 지역)에 지어졌고, 이는 독일과 보헤미아 사이의 관계적 면에 있어 가장 긍정적인 면 중의 하나로 인식된다. 프로이센의 왕인 프리드리히 빌헬름 1세 덕분에 종교적인 이유로 고향을 잃은 체코 난민들은 베를린의 프리드리히슈타트 지역으로 옮겨 올 수 있었다. 왕은 체코 난민들의 경제적, 사회적인 토대 뿐만 아니라 그들의 종교적인 토대도 마련해주었다.
빌헬름 1세는 체코 난민들을 위해서 교회를 세워주었는데, 이는 프로이센 제국의 토대인 ‘관용’을 상징하는 기념하는 구조물이었다. 왕은 특별히 교회의 지붕을 돔 형태로 할 것을 지시했는데, 당시 돔교회는 '멜론 교회'로 불렸다. 이 건물은 제2차 세계대전 중인 1943년에 폭격으로 심각하게 훼손되었다. 그 후, 1963년에, 베를린 도시계획에 따라 교회는 철거되었고, 교회가 있던 자리는 체크포인트 찰리의 시설용지로 편입되었다.

## 충남 보령시 고대도에 세워진 《도시의 기억 베를린》
```
후안 가라이사발은 그의 작품 《
도시의 기억 베를린
》을 약 5m 크기로 축소 제작한 작품을 2016년 7월25일 대한민국 충청남도 보령시 소재 고대도에 세웠다([Memoria Urbana Berlin in Godaedo] ). 한국의 첫 번째 개신교 선교사 
칼 귀츨라프
가 1832년 고대도에 도착한 것을 기념하는 <제3회 칼 귀츨라프의 날(2016년7월25-26일)>에 《
대구동일교회
》
가 설립 60주년 기념으로 《
도시의 기억 베를린
》제작 비용 전액을 부담했다. 《
대구동일교회
》는 베를린 보헤미아교회가 귀츨라프를 배출한 베를린선교학교를 설립했던 교회이기도 하지만, 선교와 관용 그리고 교파간의 상생을 상징하는 교회임으로, 이 교회가 21세기 한국교회에 던지는 메시지가 크다고 생각하여, 가라이사발 작품의 한국 유치를 적극 추진했다. 베를린선교학교는 요하네스 예니케 목사 (
Johannes Jaenicke
)가 1800년 설립한 독일 최초의 선교학교이다. 
```

보령시는 귀츨라프가 고대도 안항에 정박한 역사적 기록들을 바탕으로 하여 안항 근처에 귀츨라프 기념공원을 조성했다.
현재 귀츨라프 기념 공원 안에는 귀츨라프 기념비가 세워져 있고, 가라이사발의 《도시의 기억 베를린》도 기념공원 내, 바다를 배경으로 서 있다. 야간에는 LED조명으로 보헤미아 교회형태를 밝히고 있는데, 환경친화적인 태양광을 사용하고 있다.

### 고대도 관련 보도
- CTS 네트워크뉴스: 제3회 귀츨라프의 날 조형물 제막식
- 국민일보
- 기독신문